# Kongresssiedlung

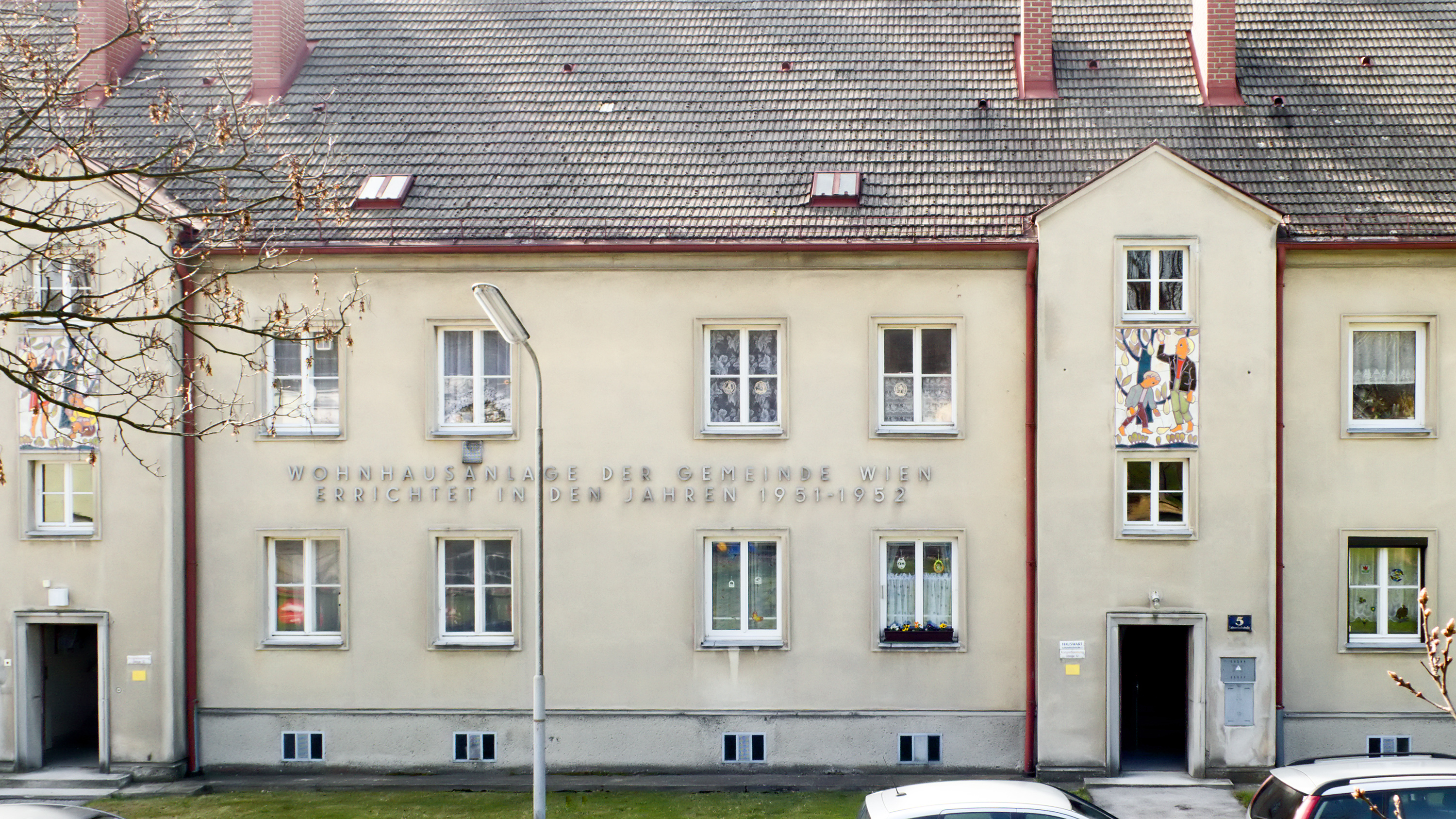
Häuserfront Lainzer-Bach-Straße

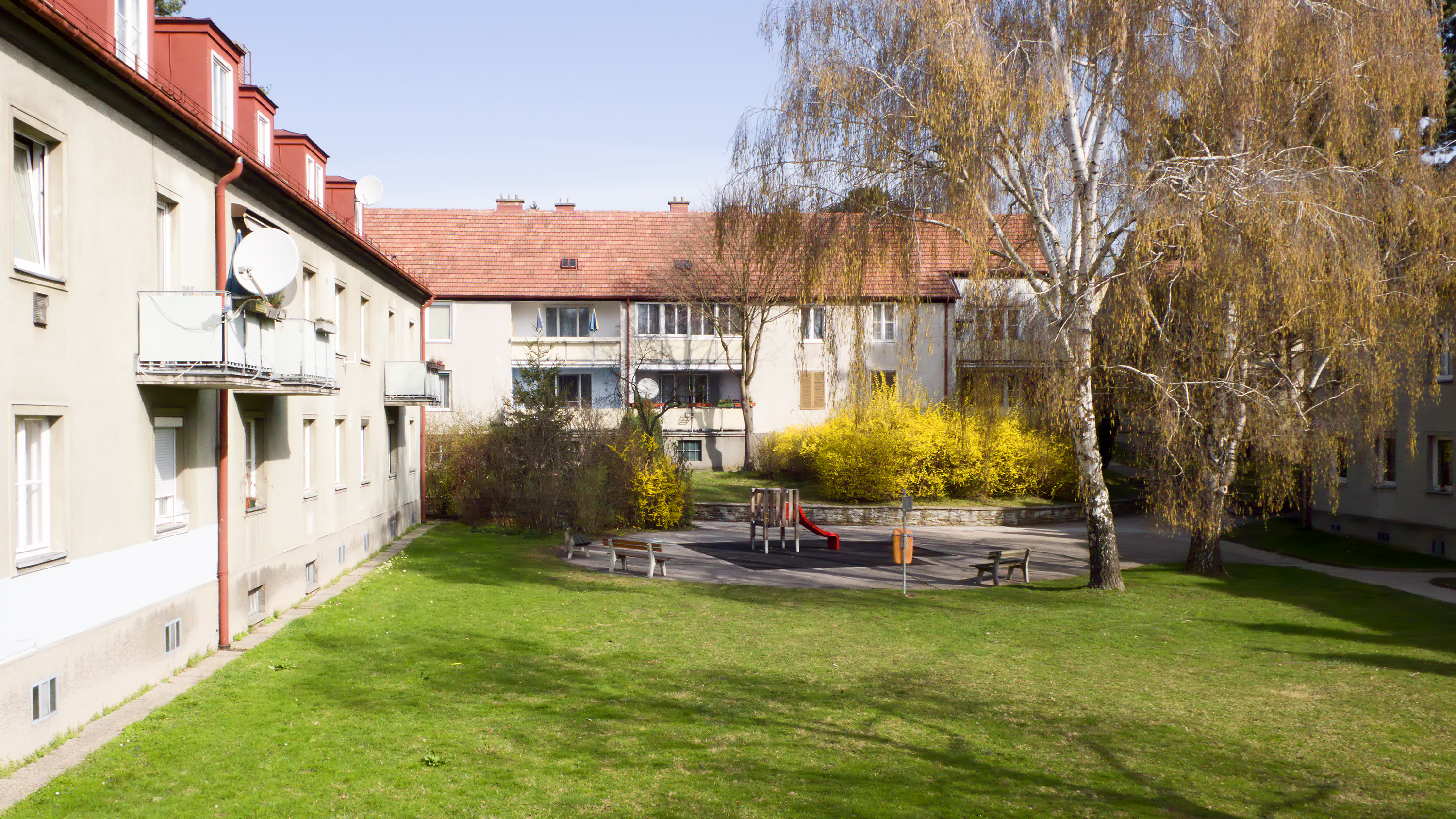
In der Wohnhausanlage

Die Kongresssiedlung ist ein Gemeindebau der Stadt Wien im Süden des 13. Bezirks, Hietzing, als Siedlung im ehemaligen Lainzer Tiergarten. Die Benennung der Siedlung erinnert an den 1953 in Wien abgehaltenen 11. Internationalen Städtekongress.
Die Siedlung befindet sich westlich des stadtzentrumsseitigen Endes der Dr.-Schober-Straße an der Lainzer-Bach-Straße, der Kalmanstraße und am Wilhelm-Karczag-Weg.
Die Wohnhausanlage wurde in den Jahren 1951 bis 1952 mit zweigeschoßigen Wohnblöcken mit Dachbodenausbau unter Satteldächern errichtet. An den Giebelfronten zur Dr.-Schober-Straße mit Lokalitäten für das Kleingewerbe wurden drei Mosaike Jahreszeiten von Heinrich Tahedl angebracht. Am Kindergarten in der Lainzer-Bach-Straße befinden sich zwei Emailarbeiten Ernteszenen von Maria Schwamberger-Riemer.